# Смирнов, Михаил Иванович (историк)
Михаил Иванович Смирнов (28 сентября 1868, Большая Брембола, Владимирская губерния — 2 ноября 1949, Черкизово, Московская область) — российский и советский историк, основатель Переславского краеведческого музея.

## Биография
Родился 28 сентября 1868 года в селе Большая Брембола Переславского уезда в семье священника. Учился в Переславском духовном училище у А. И. Свирелина. Поступил в Вифанскую семинарию, которую окончил в 1889 году.
После неудачной попытки поступления в Московскую духовную академию Смирнов работал учителем начальной школы. В это время он сделал первые записи по истории родного села Большая Брембола. В 1900 году вышла в свет первая статья Смирнова: «Владимирские уроженцы — воспитанники Вифанской духовной семинарии. 1797—1897 г.»
Скудный заработок учителя вынудил Смирнова в 1897 году уехать на Украину, где он стал чиновником Киевского губернского акцизного управления. Новая служба носила канцелярский характер и мало соответствовала истинным стремлениям историка-самоучки. Здесь он занялся генеалогическими разысканиями.
В 1911 году Смирнов стал слушателем нижегородского отделения Московского археологического института, который и окончил с золотой медалью в 1914 году (?поскольку курс археологического института составлял не менее 3-х лет[прояснить]). Его первая книга «Переславль-Залесский. Его прошлое и настоящее» (1911) стала дипломной работой.
В 1917 году Смирнов и его жена Наталья Викторовна (урождённая Мещерская) вернулись в Переславль. Историк возглавил переславское отделение милиции, но всё своё свободное время отдавал изучению родного края. В 1918 году Смирнову поручили организацию местного музея, первые экспозиции которого открылись в мае 1919 года.
В 1920-х годах Смирнов открыл неолитические стоянки на берегах Плещеева озера, организовал раскопки. В археологических поисках участвовал С. Д. Васильев.
М. И. Смирнов был в числе основателей Переславль-Залесского научно-просветительного общества (Пезанпроба). Общество было закрыто в 1930 годур.
В 1930 году Смирнов был арестован, осуждён по статье 58-10 и сослан на три года в Туруханский край. В 1934 году вышел на свободу и работал в музеях Подмосковья. В том же году Смирнов подготовил монографию «Переславль-Залесский» для издательства «Academia». (Книга была издана лишь в 1990 году.) В Переславль он больше не возвращался, несмотря на приглашения К. И. Иванова.
В 1940 году вышел на пенсию. В 1941—1942 годах, во время Второй мировой войны, Смирнов вместе с женой жил в дачных посёлках Томилино и Малаховка, бедствовал, голодал, работал весной 1942 года счеётоводом в колхозе имени Крупской в деревне Машково, позднее продавал книги. В это время вёл дневник (сохранились записи с мая 1941 года по конец октября 1942 года). Умер 2 ноября 1949 года в инвалидном доме в селе Черкизово близ Коломны. Могила найдена в 2021 году.

## Семья
- Брат Сергей Иванович Смирнов — профессор церковной истории.
- Брат Василий Иванович Смирнов — историк, этнограф, археолог, немало потрудился для краеведения в Костромской губернии и Архангельске.

## Публикации
Примерно половина материала, написанного Смирновым, издана им при жизни.
После смерти серьёзных изданий не было.
Вышедшие в Переславле в 1990 и 1996 году книги подготовлены с ошибками: отсутствовал научный редактор, практически не было корректуры, не выверены библиографические ссылки, даты и цитаты.

## Архив
Материалы М. И. Смирнова в ОПИ ГИМ (фонд 191), в ГАЯО (фонд Р-913), в РФ ГАЯО (административная работа Смирнова в Переславле), в Переславском музее (материалы Пезанпроб и переписка), в ГАВО (фонд Владимирской учёной архивной комиссии), в ГАРФ (отчёты по работе), в музее города Коломны, в личных архивах его корреспондентов.
Обзор архива М. И. Смирнова, сделанный С. Б. Филимоновым, готовится к изданию.